# Wook-Kyung Choi
Wook-kyung Choi (1940-1985) fue una pintora expresionista abstracta coreana. Nació en Seúl, Corea del Sur en 1940. Choi asistió a la Seoul National University y luego emigró a los Estados Unidos en 1964, donde estudió en la Cranbrook Academy of Art y [./Https://en.wikipedia.org/wiki/Brooklyn_Museum_Art_School Brooklyn Museum Art School]. Actuó como transmisora del arte informal coreano para los Estados Unidos, una forma de pintura caracterizada por la abstracción no geométrica. Este movimiento artístico fue interpretado por muchos como una rebelión contra el Sistema Nacional de Exhibiciones de Arte (gukjeon) liderado por el estado coreano, el cual prefería el realismo académico como su método de expresión. Durante su carrera, también estudió y exhibió influencias de otros artistas expresionistas abstractos como Willem de Kooning, Robert Motherwell y Mark Rothko.
En 1979, Choi regresó permanentemente a Corea del Sur, donde enseñó en Yeungnam University y Duksung Women's University. Choi murió en 1985 a la edad de 45 años  en Seúl.
En 1987, el National Museum of Modern and Contemporary Art(MMCA) realizó una exposición retrospectiva de las obras de Choi. En el 2005, la Kukje Gallery en Seúl presentó póstumamente su arte al público coreano. La Kukje Gallery realizó otra exposición individual en el 2016 centrada en el periodo de Choi en los Estados Unidos., titulada American Years 1960s-70s. En el 2021, el National Museum of Modern and Contemporary Art realizó otra exposición de las obras de Choi titulada Wook-kyung Choi, Alice's Cat.
En el 2023, el arte de Choi se incluyó en la exposición Acción, gesto, pintura: mujeres artistas y abstracción global 1940-1970 en la Whitechapel Gallery de Londres.